# Estação Olímpica
A Estação Olímpica é uma das estações do Metrô da Cidade do México, situada em Ecatepec de Morelos, entre a Estação Plaza Aragón e a Estação Ecatepec. Administrada pelo Sistema de Transporte Colectivo, faz parte da Linha B.
Foi inaugurada em 30 de novembro de 2000. Localiza-se na Avenida Carlos Hank González. Atende o bairro Olímpica. A estação registrou um movimento de 6.651.719 passageiros em 2016.